# 코끼리는 생각하지 마
《코끼리는 생각하지 마-미국 진보 세력은 왜 선거에서 패배하는가》(영어: Don't think of an elephant!: know your values and frame the debate : the essential guide for progressives)는 미국의 인지언어학자 조지 레이코프(George Lakoff)가 쓴 정치서적이다. 미국 내 보수주의와 진보주의를 비교하고 있으며, 제목과 표지에 나오는 '코끼리'는 미국 공화당을 상징한다. 한국어로의 번역은 영어권 사회과학 서적 번역자 유나영이 맡았다. 2014년에 10주년 전면개정판이 나왔다.

## 개정 전 차례
- 추천사 /하워드 딘
- 서문 /돈 헤이즌
- 머리글 - 프레임을 재구성하는 것이 바로 사회적 변화이다

- 1부 그것은 이렇게 이루어진다

1. 입문_어떻게 공론을 되찾아 올 것인가
2. 터미네이터 등장
3 ‘결혼’이란 말이 의미하는 것
4. 테러의 은유
5. 은유는 사람을 죽일 수도 있다
6. ‘거짓말’이냐, ‘신뢰에 대한 배신’이냐
- 2부 이제 어떻게 할 것인가

1. 우익이 원하는 것
2. 진보 세력을 결집하는 것
3. 자주 묻는 질문들(FAQ)
4. 보수주의자들에게 어떻게 대응할 것인가
- 감사말
- 옮긴이 후기 - 철저히 당파적인, 그러나 재미있고 유용한
- 지은이 소개

## 10주년 전면개정판 차례
- 머리말
- 서론: 프레임을 재구성하는 것이 사회 변화다.

- 1부 프레임 구성 이론과 적용

01 어떻게 공론을 우리 편으로 만들 것인가
- 2부 프레임 밖에 있는 것을 어떻게 프레임 안으로 넣을 것인가

02 프레임 밖에 있는 것을 어떻게 프레임 안으로 넣을 것인가
03 뇌와 세계의 반사 작용
04 유기적 인과관계
05 정치와 인성
06 사적인 것은 공적인 것에 의존한다
- 3부 구체적인 쟁점의 프레임 구성

07 자유의 문제
08 빈부 격차의 가속화에 대한 피케티의 통찰
09 기업의 지배
- 4부 지난 10년을 돌아보며

10 '결혼'은 수많은 의미를 품고 있다
11 테러의 은유
12 은유는 사람을 죽일 수도 있다
- 5부 이론에서 행동으로

13 보수가 원하는 것
14 진보를 하나로 묶는 것
15 자주 하는 질문
16 보수주의자들에게 어떻게 대응할 것인가
- 감사의 말
- 해체: 삶을 지배하는 프레임
- 옮긴이의 말